# Aktienbrauerei Kaufbeuren
Koordinaten: 47° 52′ 38″ N, 10° 37′ 3″ O
Die Aktienbrauerei Kaufbeuren ist die älteste noch existierende Brauerei in Kaufbeuren. Sie vertreibt ihre Produkte vor allem im Allgäu, dem restlichen Bezirk Schwaben und teilweise in Oberbayern. Die Unternehmensform ist eine Aktiengesellschaft, welche an der Börse München gehandelt wird. Es befinden sich jedoch nur wenige Aktien im Streubesitz.

## Geschichte

Aktie über 1000 RM der Aktienbrauerei Kaufbeuren vom Mai 1938

1308 erfolgte die erste urkundliche Erwähnung, nach der ein gewisser Heinrich der Twinger, Bürger in Buron (Kaufbeuren), das städtische Heilig-Geist-Spital zum Alleinerben machte. Er vererbte unter anderem sein „Sedelhaus“ (Sudhaus).
1807 wurde durch den Bau eines Bierkellers im „Tänzelhölzchen“ der heutige Betriebssitz begründet. Am 17. März 1885 wurde die Brauerei, unter Übernahme der Brauerei „Zur Traube“ von Gustav Walch, in die „Actienbrauerei zur Traube“ umgewandelt.
1907 wurde mit der „Löwen-Brauerei E. Wiedemann“ fusioniert und die Unternehmung zunächst umfirmiert zu „Aktienbrauerei Traube und Löwe“. Seit 1920 heißt die Brauerei „Aktienbrauerei Kaufbeuren“. Wenige Jahre später wurde die Mehrheit an der Mindelheimer „Lammbrauerei Aktiengesellschaft“ erworben.
Seit 1958 werden auch alkoholfreie Getränke produziert.
1997 wurde mit der „Rosen-Brauerei“ der letzte lokale Konkurrent übernommen.
Nach mehrfachen Firmenleitungs- und Hauptaktionärswechseln Anfang der 2000er Jahre („Allgäuer Getränke Beteiligungs GmbH & Co. KG“/Klaus Rübelmann gemeinsam mit „Interbrau Finanz-Consult GmbH“/Jens Schleifenbaum, dann „Sparkasse Reutte“, dann die Wiener „Ahmed & Mayer Global Trade Handelsgesellschaft mbH“), verbunden mit einem Jahresverlust bis über 600.000 Euro im Geschäftsjahr 2004/2005, waren von November 2006 an die Brüder Hans-Theodor und Peter Ralf Stritzl (u. a. ehemalige Mehrheitsaktionäre von ewt multimedia) über ihre „Hopfen & Malz GbR“ mit Sitz in Augsburg im Besitz einer Kontrollmehrheit der Anteile (91,5 % der Stimmrechte).
2013 wurde das operative Braugeschäft in die ABK Betriebsgesellschaft der Aktienbrauerei Kaufbeuren GmbH ausgegliedert. An dieser besitzt die Aktienbrauerei Kaufbeuren AG 45 %. Die restlichen 55 % besitzt die vom US-Milliardär John Paul DeJoria gegründete britische Beteiligungsgesellschaft ROK Stars PLC. ROK Stars plant, den Bierabsatz durch Internationalisierung zu verdoppeln.
Im September 2017 übernahm John Paul DeJoria über seine Investmentgesellschaft JP's Nevada Trust auch die Aktienbrauerei Kaufbeuren AG.

## Getränke

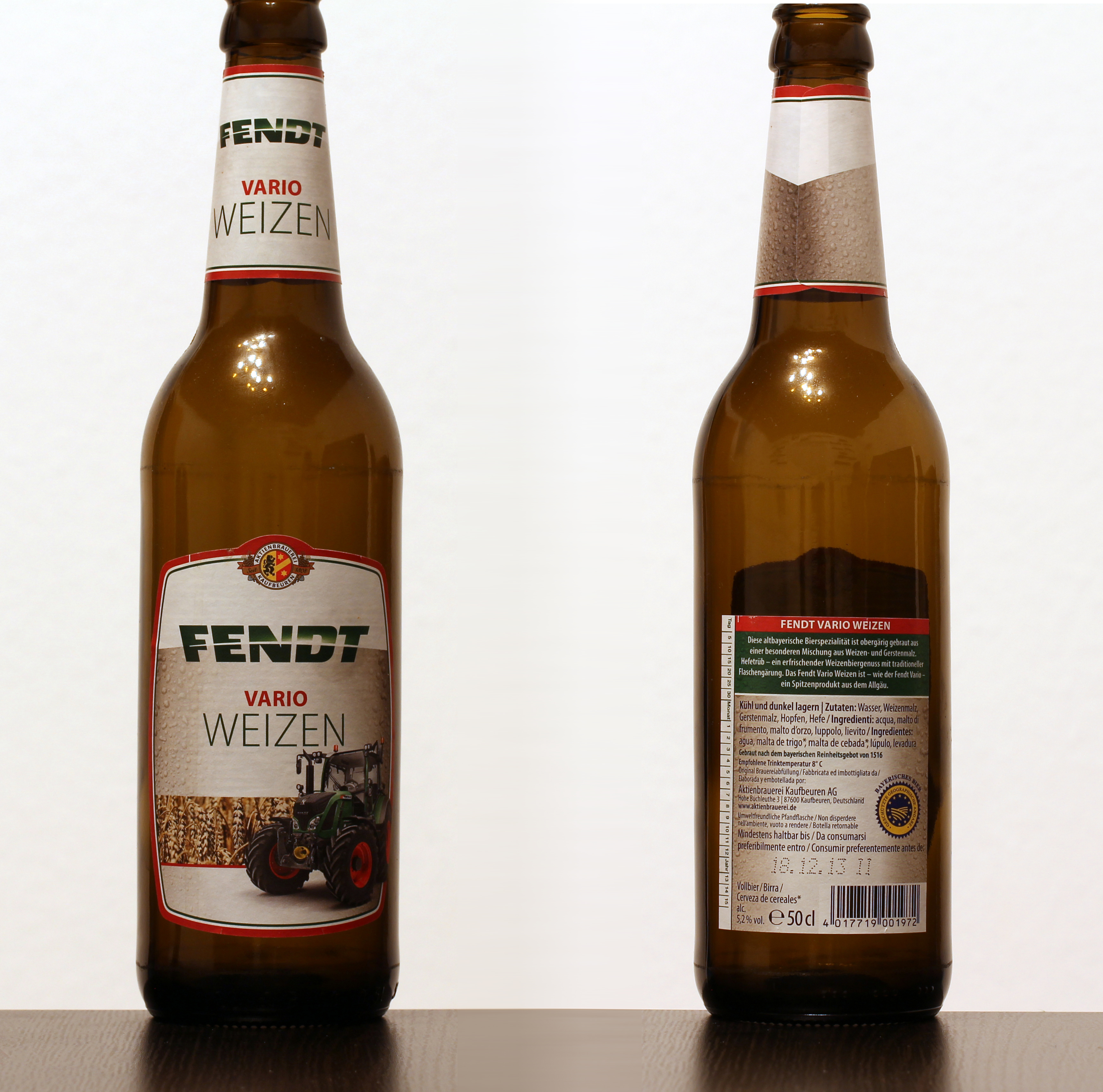
Kaufbeuren Fendt Vario-Weizen

Regional bedingt werden die traditionellen Biersorten wie Helles und Weizenbier, aber auch Pilsner Bier gebraut. Eine Besonderheit ist das Doppelbockbier „Buronator“. Der mittelalterliche Name der Stadt Kaufbeuren, Buron, stand Pate für die Namensgebung.
Alkoholfreie Getränke wie Cola-Mix, Limonade, Tafelwasser und Saft werden unter dem Markennamen »Leo« produziert.

## Galerie

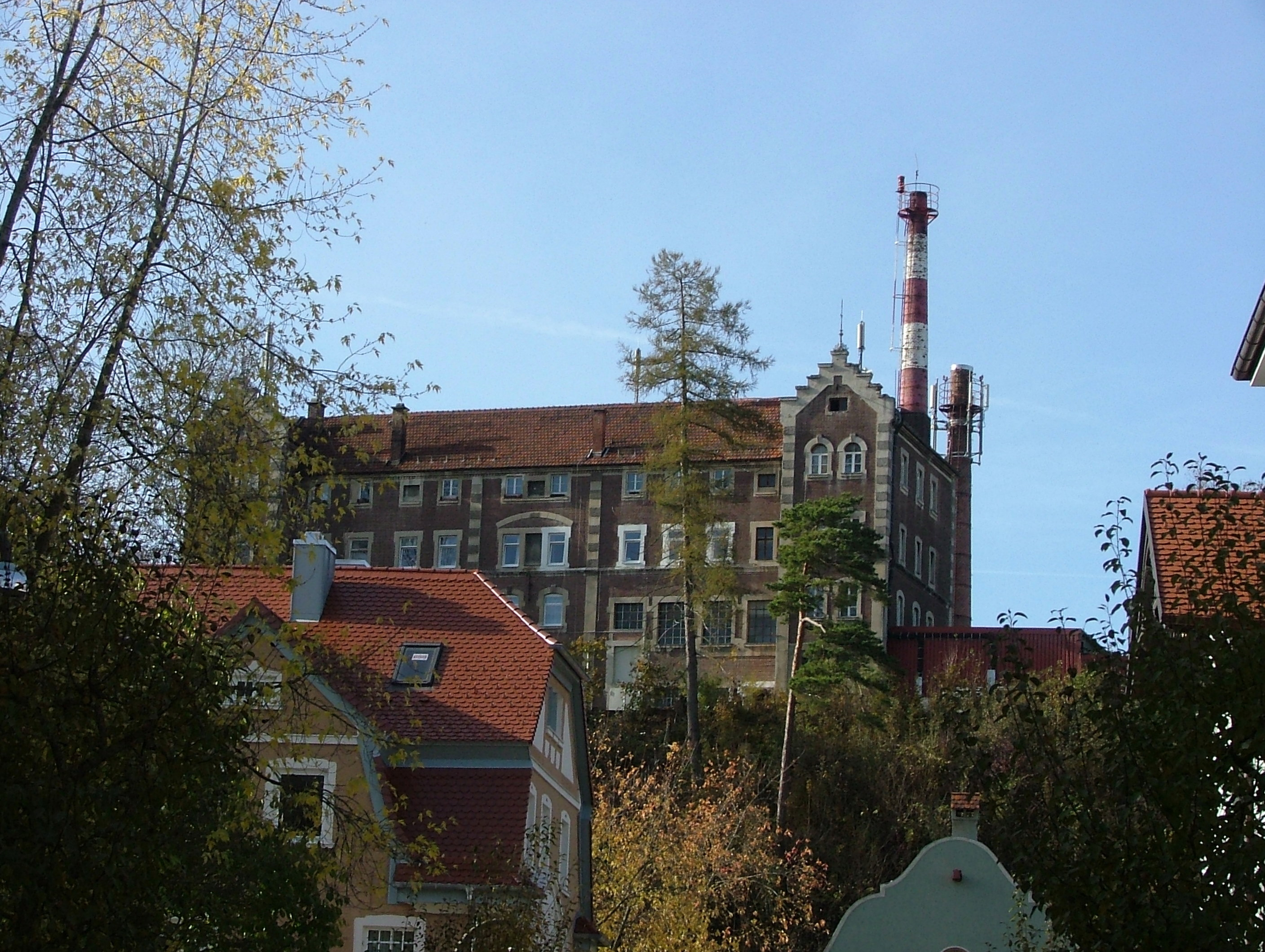
Brauereigebäude
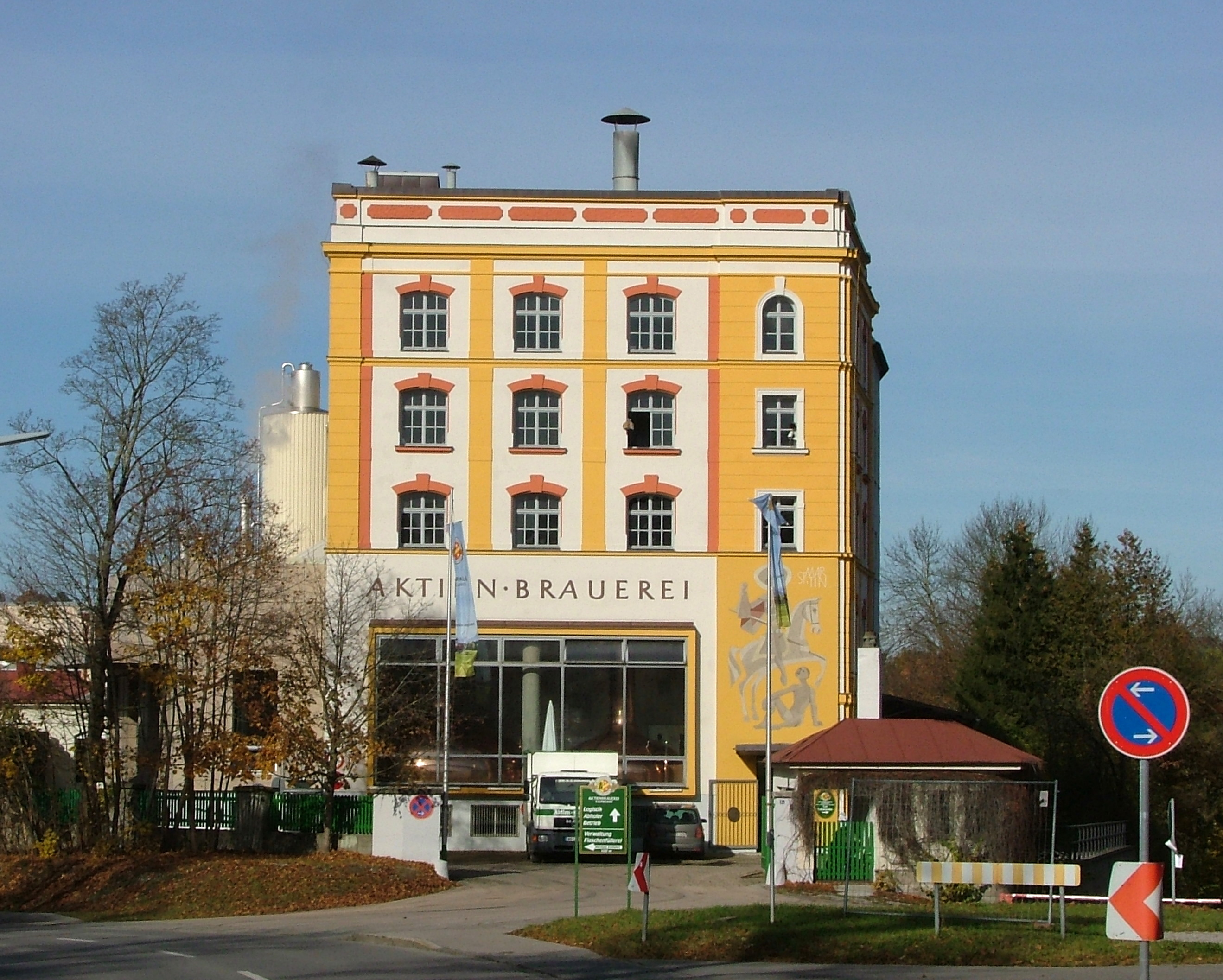
Aktienbrauerei
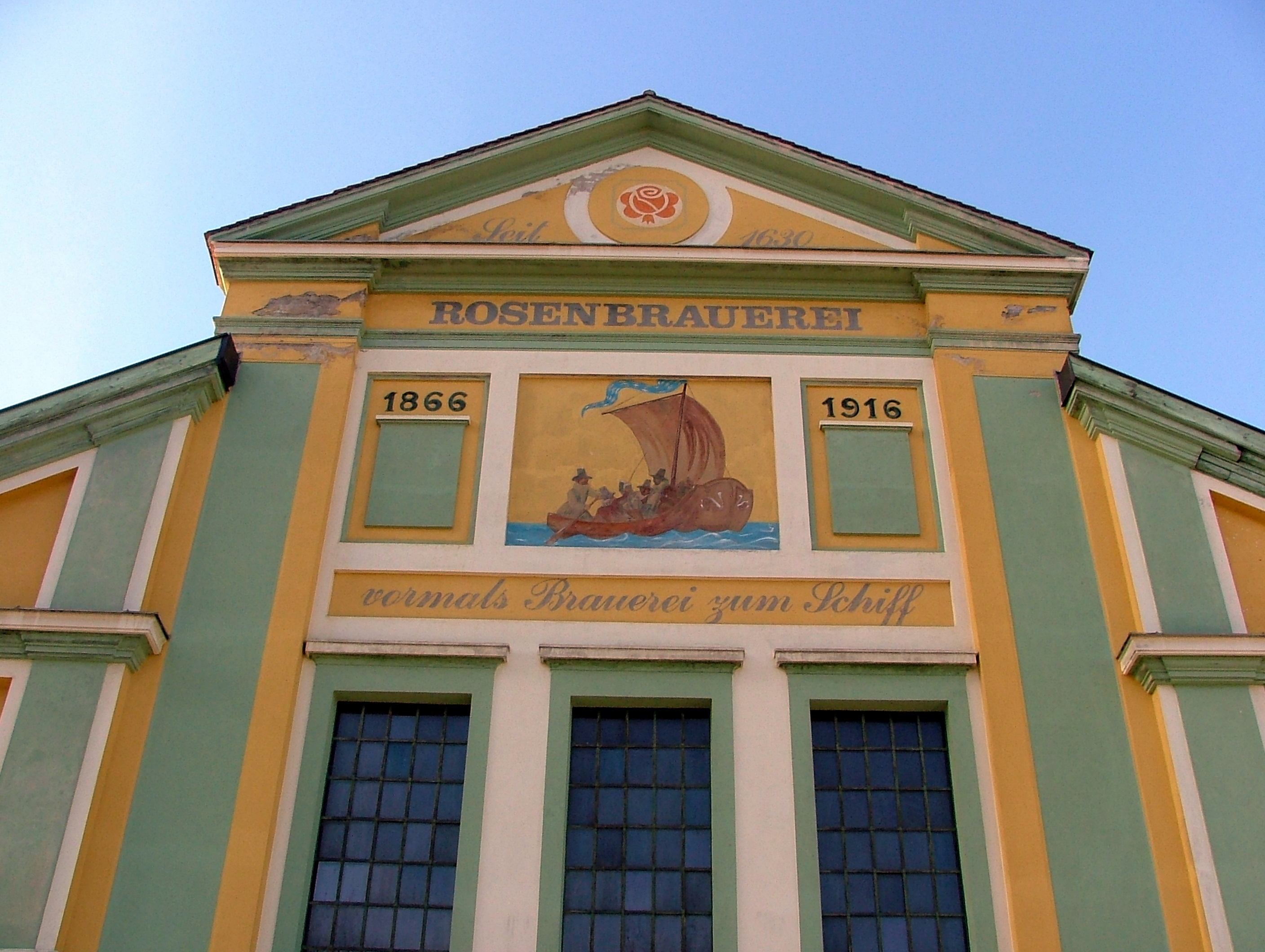
Rosenbrauerei
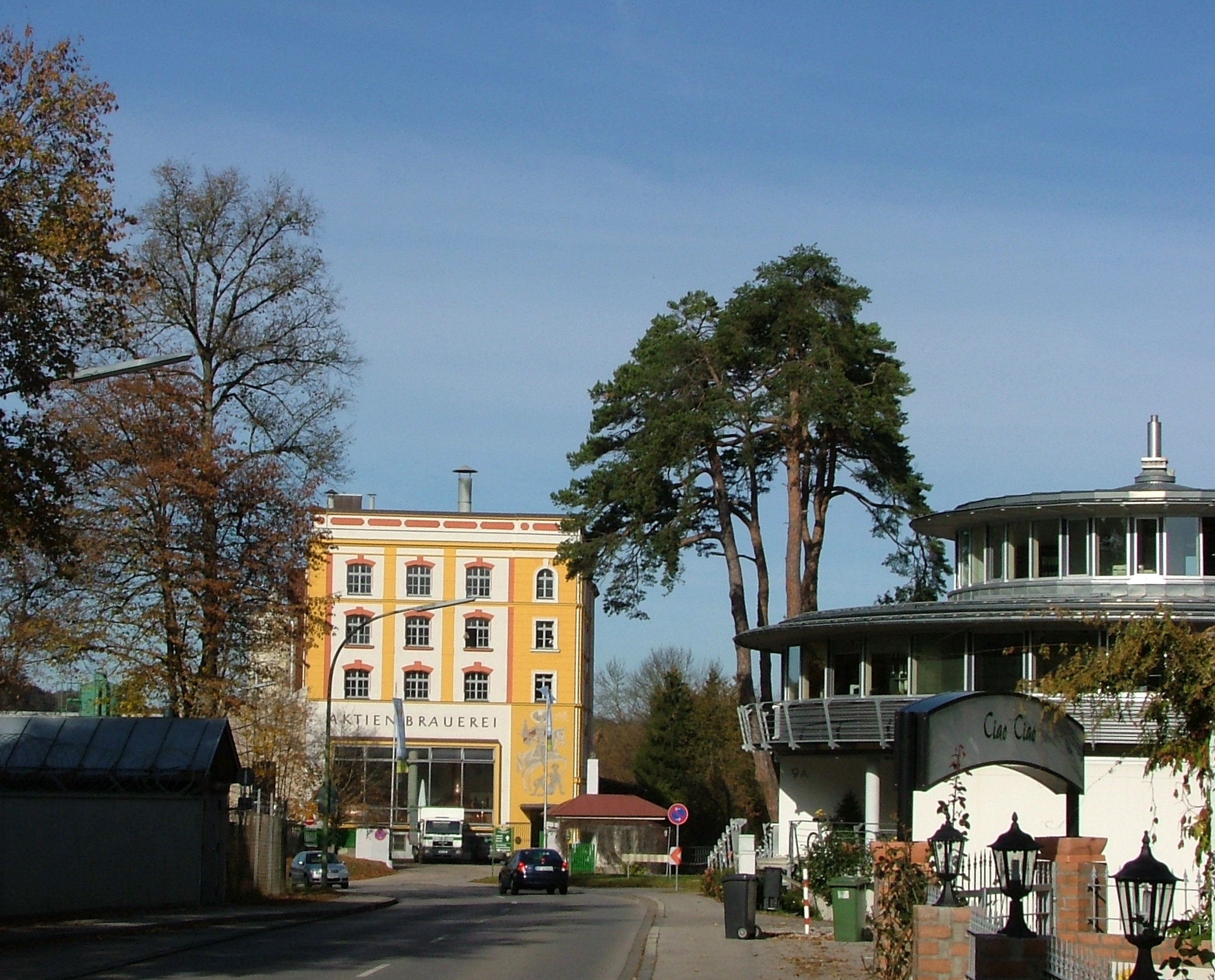
Aktienbrauerei
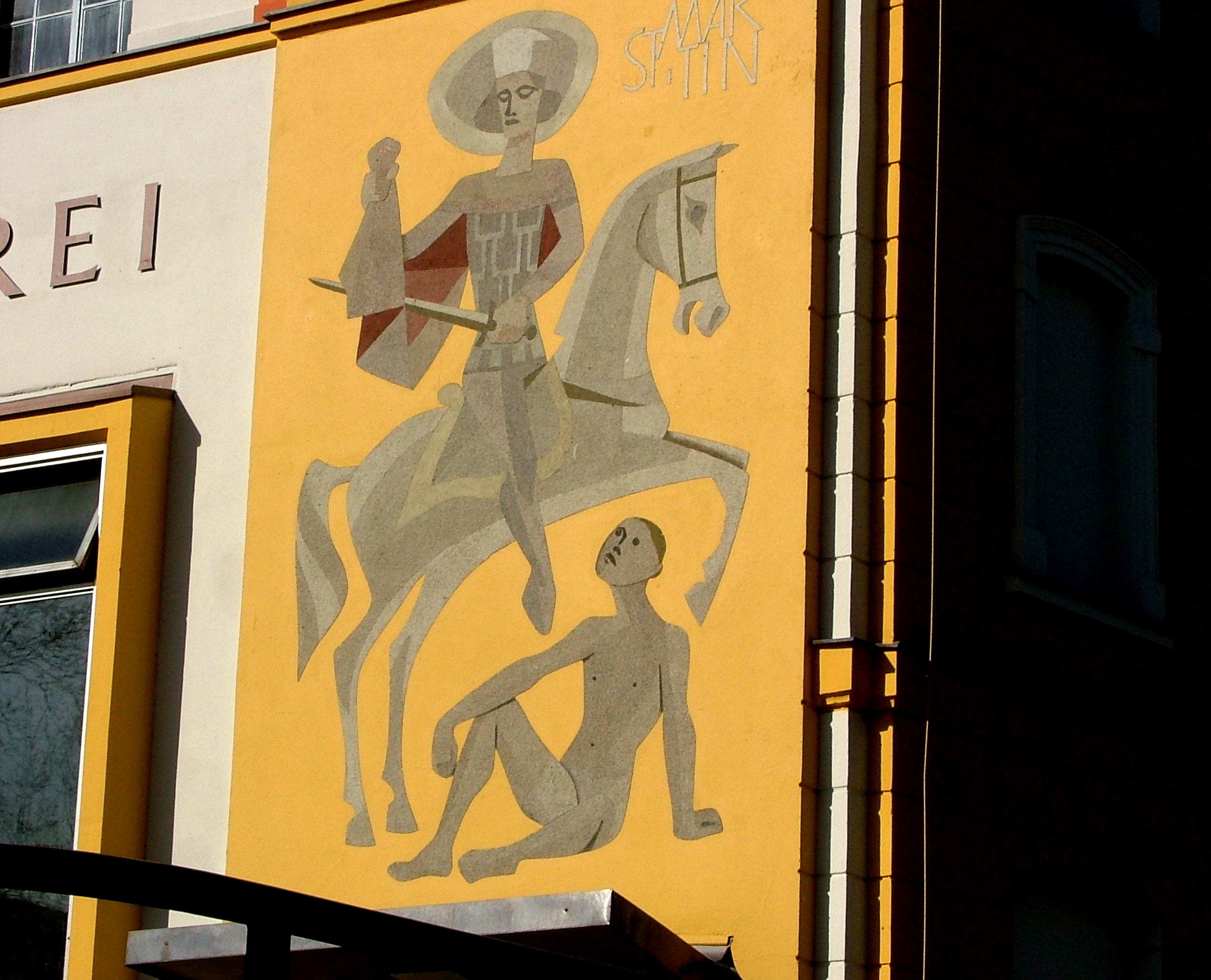
St. Martin